# Maydelliathelphusa falcidigitis
Maydelliathelphusa falcidigitis is een krabbensoort uit de familie van de Gecarcinucidae. De wetenschappelijke naam van de soort is voor het eerst geldig gepubliceerd in 1910 door Alcock.